# 아메리카 텔레비시온
아메리카 텔레비시온(스페인어: América Televisión)는 페루의 텔레비전 채널이다.